# Gornji Hasić
Gornji Hasić är en ort i Bosnien och Hercegovina.   Den ligger i entiteten Republika Srpska, i den nordöstra delen av landet, 130 km norr om huvudstaden Sarajevo. Gornji Hasić ligger 87 meter över havet och antalet invånare är 650.
Terrängen runt Gornji Hasić är mycket platt.Närmaste större samhälle är Gradačac, 15,0 km söder om Gornji Hasić.
Trakten runt Gornji Hasić består till största delen av jordbruksmark. Runt Gornji Hasić är det ganska tätbefolkat, med 67 invånare per kvadratkilometer.